# Маккатченвілл (Огайо)
Маккатченвілл (англ. McCutchenville) — переписна місцевість (CDP) в США, в окрузі Ваяндот штату Огайо. Населення — 371 особа (2020).

## Географія
Маккатченвілл розташований за координатами 40°59′38″ пн. ш. 83°15′11″ зх. д. / 40.99389° пн. ш. 83.25306° зх. д. (40.993788, -83.252932).  За даними Бюро перепису населення США в 2010 році переписна місцевість мала площу 7,24 км², з яких 7,20 км² — суходіл та 0,04 км² — водойми.

## Демографія
Згідно з переписом 2010 року, у переписній місцевості мешкало 400 осіб у 153 домогосподарствах у складі 118 родин. Густота населення становила 55 осіб/км².  Було 164 помешкання (23/км²).
Расовий склад населення:
| - 98,0 % — білих - 2,0 % — осіб інших рас |

До двох чи більше рас належало 0,0 %. Частка іспаномовних становила 3,5 % від усіх жителів.
За віковим діапазоном населення розподілялося таким чином: 23,5 % — особи молодші 18 років, 63,2 % — особи у віці 18—64 років, 13,3 % — особи у віці 65 років та старші. Медіана віку мешканця становила 39,8 року. На 100 осіб жіночої статі у переписній місцевості припадало 105,1 чоловіків;  на 100 жінок у віці від 18 років та старших — 104,0 чоловіків також старших 18 років.
Середній дохід на одне домашнє господарство  становив 46 638 доларів США (медіана — 46 086), а середній дохід на одну сім'ю — 54 182 долари (медіана — 46 552). Медіана доходів становила 35 278 доларів для чоловіків та 21 731 долар для жінок. За межею бідності перебувало 4,3 % осіб, у тому числі 0,0 % дітей у віці до 18 років та 0,0 % осіб у віці 65 років та старших.
Цивільне працевлаштоване населення становило 174 особи. Основні галузі зайнятості: виробництво — 41,4 %, освіта, охорона здоров'я та соціальна допомога — 19,0 %, будівництво — 16,7 %.